# Carl Borgward

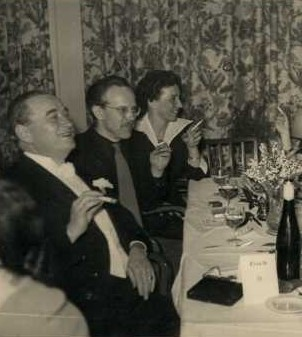
Carl Borgward

Carl Friedrich Wilhelm Borgward (Hamburg, 10 november 1890 – Bremen, 28 juli 1963) was een zakenman en autobouwer uit  Duitsland.
Hij is in 1913 aan de Leibniz-Universiteit Hannover in de techniek afgestudeerd en raakte in de Eerste Wereldoorlog gewond. 
Hij richtte in 1939 het automerk Borgward op, dat tot 1963 heeft bestaan. De oude merken Lloyd, Hansa, Goliath en zijn eigen merk vielen onder zijn onderneming. Hij kreeg in de Tweede Wereldoorlog de titel Wehrwirtschaftsführer. Het merk produceerde van kleine driewielers tot 10-ton vrachtwagens. Het merk ging in 1961 ten onder, doordat de banken een krediet weigerden en leveranciers hun leveringen stopzetten. Carl Borgward stierf, terwijl zijn fabrieken werden ontmanteld, op 28 juli 1963 aan een hartinfarct. Hij had intussen al zijn schuldeisers afbetaald. Weekblad Der Spiegel schreef in 1965 dat een faillissement onnodig was geweest en het concern helemaal niet ten onder had hoeven gaan.